# County Londonderry
County Londonderry eller County Derry (Irsk: Contae Dhoire) er et af de seks counties, der udgør Nordirland og et af de ni counties, som historisk og geografisk udgør provinsen Ulster som er delt mellem Nordirland (United Kingdom) og Republikken Irland.
County Londonderry omfatter et areal på 2.074 km² med en samlet befolkning på 213.000 (2006).
Det administrative county-center ligger i byen Coleraine.